# Сликовница
Сликовница је књига са илустрацијама намењена деци. Садржај сликовнице је једноставан и прилагођен деци. У квалитетној сликовници повезани су ликовно-естетски и васпитно-образовни квалитети. 
Деца запажају слике пре говора, па сликовница већ у најмлађем узрасту подстиче уочавање, размишљање и вербално изражавање, развија машту, утиче на емоционални развој и усвајање естетских ставова. Прича у сликовници може бити испричана без речи тј. само илустрацијама. У неким сликовницама поред илустрација има текста, али је он у другом плану, кратак је и у функцији разумевања илустрације.

## Врсте сликовница
Постоје две врсте сликовница: 
1. оне које пружају деци објективна и њима разумљива сазнања из области природе и друштва и
2. оне које су метафоричког, поетског карактера и представљају производе неспутане стваралачке маште у које су уткане поруке за најмлађе.

Поред дводимензионалних постоје и тродимензионалне сликовнице које прелиставањем дају различите просторне композиције слика, сликовнице са разним отворима и преклапњима, звучне сликовнице и др., које наводе децу да пореде, предвиђају, закључују, истражују и сл., стварајући атмосферу изненађења, што појачава интересовање и подстиче на игру.

## Одлике добре сликовнице
У доброј сликовници су хармонично обједињени ликовно-естетски и васпитно-образовни квалитети. Њихов садржај је једноставан и приступачан деци. Илустрације које садрже не смеју обухватати много података и детаља, већ истицати суштинске особине онога што приказују. Сликовнице би требало да буду израђене према високим уметничким и техничким захтевима, лаке и добро повезане. За најмлађе, нарочито у јаслама, пожељне су пластифициране сликовнице које могу да се дезинфикују.
Добра сликовница прилагођена развојним могућностима детета доприноси: 
- стицању нових сазнања
- обогаћивању речника и говорних способности
- повезивању говорног и писаног језика
- схватању слике и речи као симбола који преносе поруку
- развоју опажања, пажње, памћења, мишљења, логичког закључивања
- богаћењу маште и развоју креативног мишљења
- развоју емоција и способности уживљавања у различите ситуације
- стварању жеље за прерадом доживљеног кроз различите облике изражавања – писање, сликање, опонашање у игри улога, покрет и певање
- усвајању моралних вредности и химаних порука
- мотивацији за самостално читање.[3]

Често се сликовницама називају и књиге намењене деци која су тек почела да читају. То су углавном врло кратке, поједностављене приче испричане једноставним језиком, такође илустроване, али је у овом случају текст примаран, а илустрација секундарна. Понекад се сликовницама називају и публикације које садрже нешто више текста, али су истовремено богато илустроване, тако да се на свакој страни поред текста налази и илустрација.